# Илона Ковач
Илона Ковач (Бачка Топола, 15. октобар 1914 — Нови Сад, 5. јун 2022) била је српска стогодишњакиња која је у тренутку смрти била друга најстарија жива особа у Србији, одмах иза Тамаре Крутикове (1912—2022).

## Биографија
Илона Ковач је рођена у Бачкој Тополи 15. октобра 1914. године у освит Првог светског рата. Бака Илона је била најстарија становница Новог Сада и друга најстарија жива особа у Србији. Била је живи сведок историје са изузетним памћењем како на давно прошле, тако и на недавне догађаје. Живела са 85. годишњим сином Ђорђем у новосадском насељу Сателит у којем је живела од 1963. године. Њена прича није нимало лака и открива страхоте и нимало лак живот, прежет многим патњама и страхотама. Отац јој је мобилисан у рат, а мајка ју је одбацила са свега неколико месеци, била је зима па ју је окупала у хладној води и оставила на хладноћи, спасила јој је живот тетка која ју је узела код себе, на крају бригу о њој преузео је деда. Када јој се отац вратио из рата убрзо се оженио другом женом, али је маћеха није прихватила па је Илона већ са 16 година одлучила да напусти родитељски дом и дође код рођаке у Нови Сад. Учила је кројачки занат којим се бавила и са 105 година. Илона се удала 1938. године, али је током Другог светског рата њен муж отишао у рат, а касније и завршио у заробљеништву у Немачкој. Тамо је засновао нову породицу и никада се није вратио. Илона је остала са двоје мале деце о којима је морала сама да се брине. Син се није оженио и остао је да живи са њом, а по ћерки која је живела у Бечеју имала је двоје унучади, троје пра унучади и једно  чукун унуче. Читавог живота, како је говорила чезнула је за љубављу, а нашла ју је у цркви захваљујући њеном деди. Илона Ковач иако је била у позним годинама редовно је долазила у цркву на молитву.
Тајна њене дуговечности је у искрености и уметности.
Преминула је у Новом Саду, 5. јуна 2022. године у доби од 107 година и 233 дана.